# Островский, Дмитрий Владимирович
Дми́трий Влади́мирович Остро́вский (бел. Дзмітрый Уладзіміравіч Астроўскі; род. 5 июня 1989) — белорусский легкоатлет, специалист по прыжкам в длину. Выступал на профессиональном уровне в 2006—2012 годах, обладатель серебряной медали чемпионата мира среди юниоров, чемпион Белоруссии в помещении и на открытом стадионе, победитель и призёр ряда крупных республиканских турниров. Мастер спорта Республики Беларусь. Тренер по лёгкой атлетике.

## Биография
Дмитрий Островский родился 5 июня 1989 года.
Впервые заявил о себе в лёгкой атлетике на международном уровне в сезоне 2006 года, когда в прыжках в длину выиграл серебряную медаль на международной юношеской встрече в Киеве.
В 2007 году одержал победу на чемпионате Белоруссии среди юниоров в Гродно, стал бронзовым призёром на взрослом чемпионате Белоруссии в Гродно.
В 2008 году в той же дисциплине превзошёл всех соперников на Кубке Белоруссии в Бресте, установив при этом свой личный рекорд в прыжках в длину на открытом стадионе — 7,82 метра. Попав в состав белорусской сборной, выступил на юниорском мировом первенстве в Быдгоще, где завоевал серебряную награду — в финале уступил только американцу Маркизу Гудвину.
В 2009 году победил на зимних Кубке Белоруссии и чемпионате Белоруссии в Могилёве, был лучшим на Кубке мира среди военнослужащих в помещении в Афинах, занял седьмое место на всемирном военном чемпионате CISM в Софии, завоевал золото на летнем чемпионате Белоруссии в Гродно, показал девятый результат на молодёжном европейском первенстве в Каунасе.
В 2010 году стал серебряным призёром на Кубке Белоруссии в Бресте, занял 12-е место на командном чемпионате Европы в Бергене.
В 2011 году получил серебро на Кубке Белоруссии в Бресте, выступил на молодёжном европейском первенстве в Остраве — на предварительном квалификационном этапе прыгнул на 6,78 метра, чего оказалось недостаточно для выхода в финал.
В 2012 году стал серебряным призёром на зимнем Кубке Белоруссии в Гомеле, занял шестое место на зимнем чемпионате Белоруссии в Могилёве, одержал победу на летнем Кубке Белоруссии в Бресте, показал восьмой результат на Кубке Риги, завоевал серебряную награду на летнем чемпионате Белоруссии в Гродно. По окончании сезона завершил спортивную карьеру.
Окончил Белорусский государственный университет физической культуры. Впоследствии работал тренером по лёгкой атлетике и фитнесу в Минске.